# Гильейру, Леандру
Леа́ндру Ма́ркес Гилье́йру (порт.-браз. Leandro Marques Guilheiro; род. 7 августа 1983, Сузану, Сан-Паулу) — бразильский дзюдоист лёгкой и полусредней весовых категорий, выступает за сборную Бразилии начиная с 2004 года. Бронзовый призёр летних Олимпийских игр в Афинах и Пекине, серебряный и бронзовый призёр чемпионатов мира, чемпион Панамериканских игр, двукратный чемпион Всемирных игр военнослужащих, победитель многих турниров национального и международного значения.

## Биография
Леандру Гильейру родился 7 августа 1983 года в муниципалитете Сузану штата Сан-Паулу. Активно заниматься дзюдо начал с раннего детства, проходил подготовку в дзюдоистском клубе Рожерио Сампайо.
На юниорском уровне заявил о себе ещё в сезоне 2002 года, одержав победу на чемпионате мира в Чеджу.
Первого серьёзного успеха на взрослом международном уровне добился в 2004 году, когда попал в основной состав бразильской национальной сборной и благодаря череде удачных выступлений удостоился права защищать честь страны на летних Олимпийских играх в Афинах. Сумел выиграть в лёгком весе у первых троих соперников, после чего на стадии полуфиналов проиграл представителю Франции Даниэлю Фернандесу. Завоевал, таким образом, бронзовую олимпийскую медаль.
В 2007 году Гильейру выступил на домашних Панамериканских играх в Рио-де-Жанейро, где стал серебряным призёром в лёгкой весовой категории, проиграв в финале американцу Райану Резеру. Будучи одним из лидеров дзюдоистской команды Бразилии, благополучно прошёл квалификацию на Олимпийские игры 2008 года в Пекине — на сей раз был выбит из главной турнирной сетки в четвертьфинале корейцем Ван Ги Чхуном. Тем не менее, в утешительных поединках за третье место взял верх над всеми тремя оппонентами и снова получил бронзу.
Занял первое место на панамериканском чемпионате 2009 года в Буэнос-Айресе. В следующем сезоне поднялся в полусреднюю весовую категорию и завоевал серебряную медаль на чемпионате мира в Токио — в финале его поборол кореец Ким Джэ Бом. Год спустя одержал победу на Всемирных играх военнослужащих в Рио-де-Жанейро, на Панамериканских играх в Гвадалахаре и стал бронзовым призёром мирового первенства в Париже, где в полуфинале уступил представителю Черногории Срджану Мрвалевичу. Представлял страну на Олимпийских играх 2012 года в Лондоне — в этот раз попасть в число призёров не сумел, в четвертьфинале потерпел поражение от американца Тревиса Стивенса, а затем в утешительных поединках проиграл японцу Такахиро Накаи.
После лондонской Олимпиады Леандру Гильейру остался в основном составе бразильской национальной сборной по дзюдо и продолжил принимать участие в крупнейших международных турнирах. Так, в 2015 году он стал победителем командного зачёта на Всемирных играх военнослужащих в корейском Мунгёне.